# Saccocalyx saturejoides
Saccocalyx saturejoides là một loài thực vật có hoa trong họ Hoa môi. Loài này được Coss. & Durieu miêu tả khoa học đầu tiên năm 1853.